# Акчатауский промышленный район
Акчатауский промышленный район (каз. Ақшатау өндірістік ауданы) — административно-территориальная единица в составе Карагандинской области Казахской ССР, существовавшая в 1963—1964 годах. Центр — пгт Акчатау.
Акчатауский промышленный район был образован 10 января 1963 года в составе Карагандинской области. В его состав вошли пгт Агадырь, Джамбул и Успенский из Жана-Аркинского района и пгт Акчатау и Кайракты из Шетского района.
18 августа 1964 года был образован пгт Акжал.
31 декабря 1964 года Акчатауский промышленный район был упразднён. При этом пгт Агадырь, Акжал, Акчатау и Кайракты были переданы в Шетский район, а Джамбул и Успенский — в Жана-Аркинский.

## Главы
| Первые секретари райкома КПСС 1. Ы.Мұқаев 1962—1965 | Председатели райисполкома 1. В. З. Прерва 1963—1965 |